# Litoria congenita
A Litoria congenita a kétéltűek (Amphibia) osztályának békák (Anura) rendjébe és a levelibéka-félék (Hylidae) családjába tartozó faj.

## Előfordulása
A faj Pápua Új-Guineában és Indonéziában él. Természetes élőhelye a nedves szavannák, édesvízi mocsarak, kertek lepusztult erdők.